# قانون التوكيل (إدارة الممتلكات)

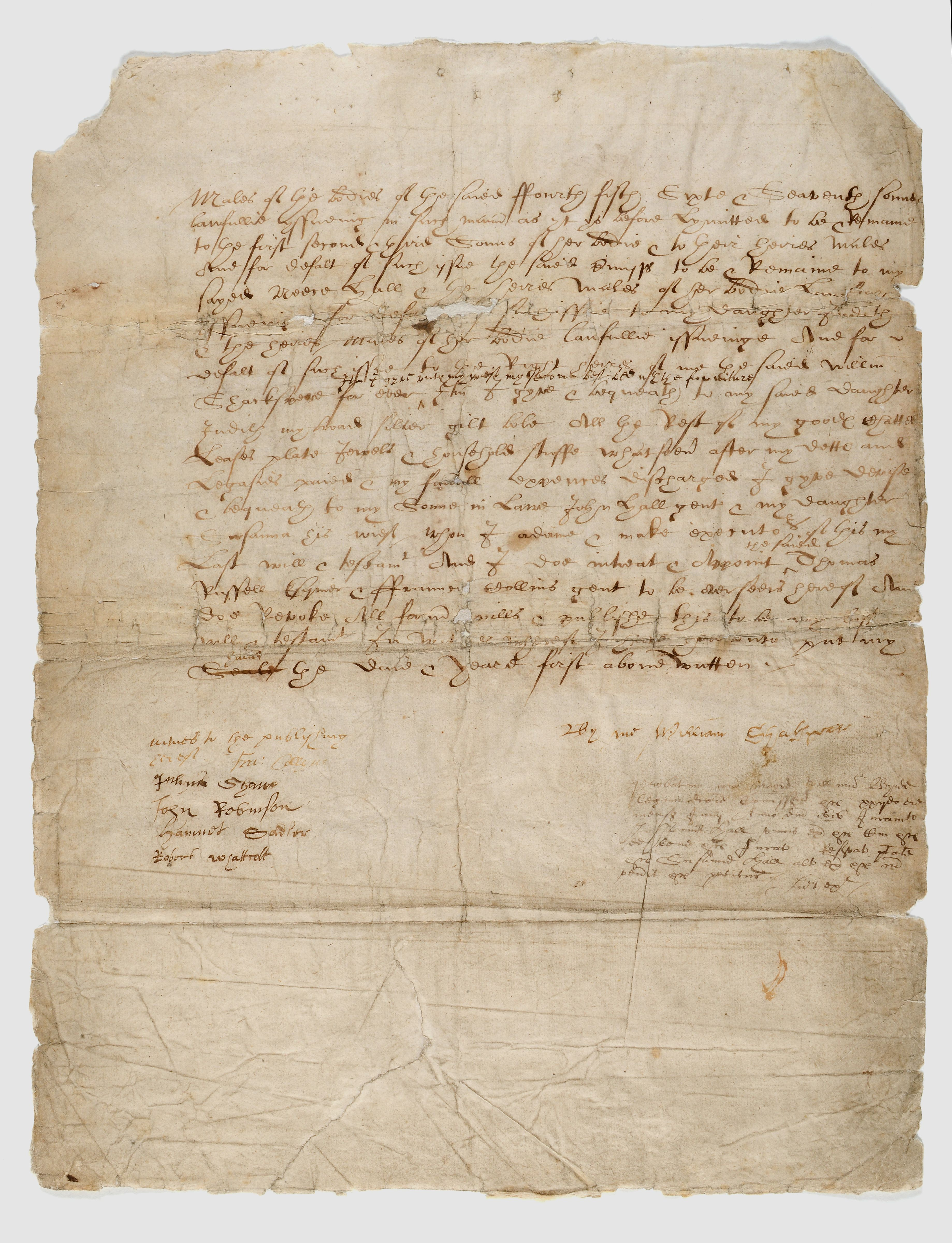
وصية شكسبير

في نظام القانون القضائي العام، التوكيل هو العلاقة التي تدار بها الأملاك من قبل طرف واحد لمصلحة الطرف الآخر. والتوكيل يُنشأ من قبل المكلِّف الذي يحوّل بعض أو كل أملاكه للوكيل، والوكيل يحتفظ بالأملاك من أجل مصلحة موكله. التوكيلات تطورت منذ عهد الروم وأصبحت من أهم الاختراعات في قانون الممتلكات.
يضع المالك ثروته بصناديق ائتمانية لتحويل جزء من حقوقه أو حقوقها إلى الوصي وفاصلاً ملكيته القانونية وتحكمه بممتلكاته من ملكيته العادلة وفوائداها. وربما يحدث ذلك بسبب الضرائب أو للتحكم بالاملاك وفوائدها إذا كان الموصي غائباً أو عاجزاً أو متوفى.
غالباً يتم وضع الصناديق الائتمانية بالوصايا لتوضيح وتعريف كم من المبالغ والممتلكات ستلسم إلى الأطفال أو إلى المستفيدين الآخرين.
يُعطى الوصي الملكية المشتركة القانونية للملكية التي عليها وصاية، وهو مُلزم بالأداء الجيد للمستفيدين. وقد يُعوَّض الوصي وتعاد نفقاته، ولكن لا بد أن يعيد كل الأرباح التي تسلمها من الملكية التي عليها وصاية. الأوصياء الذين يخالفون واجب العلاقة القانونية هم يعملون من أجل مصلحتهم الخاصة. المحاكم لها الصلاحيات بأن تعكس أفعال الأعمال التي تكون من أجل المصلحة الخاصة وإعادة الأرباح إلى أصحابها وفرض العقوبات الأخرى.
الوصي يمكن أن يكون فرداً أو شركة أو تحت غطاء حكومي. وقد يكون هناك وصي واحد أو أكثر من وصي مشارك.
الوصاية تكون خاضعة للشروط التي تم الاتفاق عليها. في معظم السلطات القضائية هذا يتطلب عقد وصاية اتفاقية أو صك.

## التاريخ
وكان القانون الروماني قد طور مفهوم الوصاية (باللاتينية: fideicommissum) من ناحية «الوصايا التي تكون بعد موت الشخص» التي أُنشئت بسبب الوصايا ولكنه لم يطور مفهوم الوصايا بين الأحياء التي تُطبَّق في حياة الشخص. تم إنشاء هذا الأمر في وقت لاحق عن طريق القانون القضائي العام. نظام الوقف الإسلامي هو ممارسة مماثلة لهذا الأمر في الشريعة الإسلامية، يقتصر على الوصايا الخيرية. قانون الوصاية الشخصية طور في إنجلترا في وقت الحروب الصليبية، أثناء القرنين الثاني عشر والثالث عشر. في قانون الوصاية الإنجليزي أثناء القرون الوسطى، المانح كان يعرف باسم feoffor للاستخدامات، في حين كان الوصي يعرف باسم froffee للاستخدامات وكان المستفيد يعرف باسم cestui que use أو cestui que trust. في ذلك الوقت، كانت ملكيّة العقارات في أوروبا مبنيّـةً على النظام الإقطاعي. فحين يغادر أحد ملّاك العقارات إنجلترا للقتال في الحروب الصليبيّة، فإنه ينقل ملكية عقاراته مدّة غيابه لكي تتم إدارتها ودفع المستحقات الإقطاعية وتلقيها، على اتفاق أن الملكيّة سترجع له فور عودته. ومع ذلك، كثيرًا ماواجه الصليبيون عقباتٍ لاسترجاع ملكيّـاتهم، فمن سوء حظ الصليبيين أن القانون الإنجليزي لم يعترف بالدعاوى التي قدموها بهذا الخصوص. أما بالنسبة للبلاط الملكي، فإن الملكيّة كانت تنتمي قانونيًا للوصيّ (النظام الإقطاعي)، ولم يكن هناك أي التزام يُجبره على تسليمها، ولذا فلم يكن للصليبي الحق في أي دعوى قانونيّة. قدّم آنذاك بعض الصليبيين المتضرّرين التماسا للملك، والذي بدوره أحال الأمر إلى وزير العدل حيث حكم وزير العدل وقتئذٍ بالقضيّة وفقًا لضميره، ومن هذا المنطلق وُلد مبدأ الإنصاف. لقد كان السيد المستشار يعتبر رفض المالك القانوني لمطالب الصليبي (المالك الحقيقي) أمرًا جائرًا يأباه الذوق، ولذلك فقد كان يحكم لصالح الصليبي العائد. ومع مرور الوقت أصبح من المعروف أن محكمة السيد المستشار (المحكمة العليا) سوف تحكم لصالح الصليبي العائد. أما المالك القانوني فيحق له أن يستثمر الأرض لصالح المالك الأصلي، ويصبح مُلزَمًا بإعادتها إلى مالكها متى ما طلب منه ذلك. وكان الصليبي هو «المستفيد» أما المؤتمن عليها فهو «الوكيل»، ومن هنا جاء استخدام مصطلح «استخدام الأرض» والذي تطوّر لاحقًا لينشأ لدينا مصطلح الوكالة.
"قانون مكافحة الاحتكار" ظهر في القرن التاسع عشر عندما قامت المصانع باستحداث ودائع احتكارية، بأن تعهد بأسهمها إلى مجلس الإدارة مقابل أسهم ذات قيمة مساوية مع حقوق توزيع الأرباح؛ هذه المجالس فرضت الاحتكار. فقد كانت تستخدم الوديعة في هذه الحالة لأن الشركة لا يمكنها أن تتملّك أسهم الشركات الأخرى وهكذا تصبح الشركة قابضة من دون استصدار قانون خاص".

## الأهمية
تعتبر الوكالة هي المساهمة الأكثر ابتكاراً في النظام القانوني الإنجليزي، وهي تلعب اليوم دوراً مهماً في غالبية القانون القضائي العام. وقد أدّى نجاحها إلى جعل بعض السلطات القضائية في القانون المدني في أن تدمج الوكالة في قوانينها المدنية. كوراكاو على سبيل المثال أدخلت الوكالة في القانون المدني في الفترة من 1 يناير 2012، والتي تسمح فقط بوكالة صريحة، يشكلها سند موثّق.
أضافت فرنسا مؤخراً فكرة مماثلة إلى قانونها وإن لم تكن قابلة للمقارنة تماماً، إذ رمزت لهذا القانون باسم la fiducie (الثقة) والذي تم تعديله في عام 2009، هذا القانون لا يشبه الوكالة فهو عبارة عن عقد. وتستخدم الوكالة على نطاق واسع دولياً وخاصة في البلدان الموجودة في دائرة نفوذ القانون الإنجليزي. بينما معظم السلطات القضائية للقانون المدني لا تعترف بشكل عام بمفهوم الوكالة في أنظمتها القانونية، إلا أنها تعترف بهذا المفهوم تحت اتفاقية لاهاي المتعلقة بالقانون المطبق على الاستئمانات 1985 وباعترافها (جزئياً فقط والذي يقتصر على أطراف الاتفاقية) كما تنظم اتفاقية لاهاي النزاعات حول الوكالة.
على الرغم من أن الوكالة غالباً ما تكون مرتبطة بانتقال الثروات داخل الأسرة فقد أصبحت بالغة الأهمية في الأسواق الرأسمالية الأمريكية، خاصة من خلال صناديق المعاشات التقاعدية (إذ أن الوكالة دائمًا أساسية فيها)، وصناديق الاستثمار (غالباً ما تكون وكالة).

## المبادئ الرئيسية

### نظرة عامة
يجوز للملكية من أي نوع أن تكون من ضمن الوصاية. واستخدامات الوصاية كثيرة ومتنوعة، فقد تكون لأسباب شخصية أو تجارية على حد سواء، ويمكن للوصايا توفير فوائد للتخطيط العقاري، وحماية الممتلكات، والضرائب كذلك. الوصايا التي يقفها الشخص خلال حياته من الممكن أن يوصي خلال حياته (من خلال ملء صيغة وثيقة الوصاية في المحكمة) أو بعد وفاته عن طريق الوصية.
و بمعنى ذو صلة، فقد يُنظر إلى الوصاية على أنها صورة عامة للشركات التي يكون المكلفون (المستثمرون) فيها هم أيضًا المستفيدون. ويظهر ذلك جليًا خاصة في وصاية ديلاوير التجارية التي قد تُنظم من الناحية النظرية مع اللغة في «أداة الحكم» كشركة تعاونية أو شركة ذات مسؤوليات محدودة أو حتى شركة غير ربحية، على الرغم أنه عادةً ما يُستخدم وصاية ماساتشوستس التجارية. وواحدة من أهم الجوانب المتعلقة بالوصايات هي القدرة على تقسيم وحماية الأصول من الوصي والمستفيدين ودائنيهم (وخاصةً دائني الوصي)، جاعلة إياها «بعيد إفلاسها»، مؤدية إلى استخدامها في معاشات التقاعد، وصناديق الاستثمار، وتوريق الممتلكات بالإضافة إلى حمايتها من المبذرين تحت قانون وصاية المبذرين.

### المصطلحات
تخطيط قانون الاستئمان
- المُعين: هو الشخص الذي يمكنه تعيين وصي جديد أو إيقاف وصي تم تعيينه مسبقا، وعادة ما يتم ذكره في الوصية.
- التعيين: في قانون الإستئمان، يستخدم مصطلح «التعيين» بشكل كبير، وغالبا ما نعني به «تعيين الوصي» كمثال، ومفردة «تعيين» لها معنيين في قانون الإستئمان، فهي إما تعني:
  - فعل التعيين (أي التكليف) وهي اعطاء قدر من الثقة للمستفيد (وغالبا ما يكون الأمر اختيارياً _ كالثقة بتقدير الأمور)
  - أو تعني اسم المستند الذي يوثق التعيين.

حق الوصي للقيام بذلك، والمثبت له قانونيا، يدعى سلطة التعيين. أحيانا، يتم إعطاء سلطة التعيين لشخص آخر غير الوصي مثل الواهب أو الحامي أو المستفيد.
- كوصي على: هو مصطلح قانوني يستخدم للإشارة أن شخصاً ما يتصرف كوصي.
- المستفيد: هو أي شخص يحصل على الفوائد من أي من ممتلكات الوصي.

حسب القدرة: هو مصطلح يرمز لأن الوصي يتصرف من تلقاء نفسه.
- الحامي: يمكن أن يعين الحامي بسرعة - محل ثقة لشخص حي - وهو شخص لديه بعض السيطرة على الوصي، وتشمل عادة القدرة على رفض الوصي وتعيين آخر. ويعتبر الوضع القانوني للحامي موضوعاً للنقاش. ولا أحد يشك بأن لدى الوصي مسؤوليات ائتمانية. وإن كان الحامي لديه مسؤوليات ائتمانية فإن المحاكم - إن سئلت من قبل المستفيدين - تستطيع أن تطلب منهم العمل وفق مرسوم المحكمة. على أية حال فإن الحامي ليس ضروراً لطبيعة الوصي - حيث أن الكثير من الأوصياء يعملون بدون حامي. كما أن أمر الحامي يعتبر جديد نسبياً في حين أن الوصي أمر موجود منذ ملايين السنين. لذلك يعتقد البعض أن الحماة لديهم واجبات ائتمانية، والبعض لا يعتقد بذلك. ولم يحدد قانون القضاء أمر بخصوص هذه النقطة بعد.
- المكلف: هو الشخص المسؤول عن الوصية.
- سند الوصية: هو عبارة عن وثيقة قانونية توضح الوصية، مثل: الوصي، المستفيد، المكلف، المعين، أحكام وشروط الاتفاق.

توزيع الوصية: الدخل المالي الذي يعطى للمستفيدين.
الوصي (سواء أكان فرد أو مجموعة أشخاص أو أكثر): الذي يقوم بإدارة الوصية ويعتبر المسؤول عن أهم الواجبات وفقاً لقانون يحفظ الوصية من الاستخدام الغير مسؤول من قبل المستفدين.

### الإنشاء
ربما قد تم إنشاء الثقة عن طريق النوايا المعرب عنها للمكلف (و الذي يقول الحقيقة)، أو أنها قد تم إنشاؤها بموجب القانون المعروف باسم الثقة الضمنية. والثقة الضمنية واحدة تم إنشاؤها بواسطة محكمة الإنصاف بسبب أفعال الأطراف أو حالتهم. وتنقسم الثقة إلى قسمين: الثقة السببية والثقة الإستدلالية. والثقة السببية هي ثقة ضمنية بقانون للعمل على نوايا الأطراف المفترضة، ولكنها لا تأخذ في الاعتبار نواياهم المعلنة. أما الثقة الإستدلالية فهي ثقة مضمنه من القانون وتعمل على العدل بين الأطراف، بغض النظر عن نواياهم.
في المجمل فإن الائتمان يمكن إنشاؤه بهذه الطرق:
1. صك يكتبه الموكِل ويوقع عليه الموكِل والموكَل إليه (عادةً ما يُشار إليه بالائتمان في حياة الموكل)
2. تصريح شفوي.[4]
3. وصية يوصي بها الميت.

أو بحكم محكمة في القضايا العائلية.
1. في بعض الولايات القضائية قد لا تكون أنواع معينة من الأصول موضوع الثقة دون وثيقة مكتوبة.[5]

### الشكليات
بشكل عام تطلب الوثيقة ثلاث ثوابت كما هو محدد في «نايت ضد نايت»  وهي قضية وصية إنجليزية-:
1. النية: يجب أن تكون هنالك نية واضحة لخلق وثيقة (تجديد عائلة آدم ومجلس كنيسة كنجستون في لندن).
2. مسألة الموضوع: موضوع ملكية الائتمان يجب أن تكون محددة بوضوح (بالمر ضد سيمونز) وربما لا أحد، على سبيل المثال: الدولة وإزالة «غالبية ممتلكاتي» مدى دقتها لا يمكن تأكيدها. قد يكون الائتمان أي شكل من أشكال الملكية المحددة، يمكن أن يكون شخصيًا أو حقيقيًا، مادي أو غير مادي، وغالبًا ما تكون الملكيات عقار أو أسهم أو نقد.
3. الأطراف: يجب تحديد المستفدين من الائتمان بوضوح أو على الأقل التحقق منها في حالة الائتمانات التقديرية (تجديد تسوية هين) ووجود سلطة لإتخاذ قرار الأمناء المستفدين. يجب على المكلف وصف المستفدين بوضوح (ماكفيل ضد دلتون) ويمكن أن يشمل المستفدين الأشخاص الذين لم يولدوا في تاريخ الائتمان (على سبيل المثال أحفادي في المستقبل) ويمكن أن يكون الائتمان لغرض خير بدلاً من مستفدين محددين.

### الأمناء
على الوصي أو الإدارة أن يكون له مجموعة من الأمناء، ويكون هؤلاء الأمناء هم المالكين القانونيين لأملاك الوصي، ولكن يكون لديهم وكيل لمهام المستفيدين والمهام الأخرى، مثل مهام الرعاية ومهام البلاغات. إذا لم يتقيد هؤلاء الأمناء بواجباتهم أو مهامهم بالإمكان تنحيتهم بإجراء قانوني. قد يكون الأمين شخصاً أو كياناً قانونيًا مثل شركة، ولكن عادةً الوصي أو الإدارة نفسها ليست كياناً قانونيًا وأي دعوى قضائية يجب أن تكون ضد الأمناء. الأمناء لديهم العديد من الحقوق والمسؤوليات بناءً على صك الولاية ووثيقة الوصي. إذا لم يكن للوصي أمين فإن المحكمة قد تقوم بتعيين الأمين.
يُدير الأُمناء القضايا الحاضرة في الاتفاق وقد تشمل هذه القضايا: الاستثمار الأمثل لممتلكات الأمين وتفسيرًا وإبلاغًا دوريًا للمستفيدين وتعبئة العائدات المطلوبة للضرائب وبعض الواجبات الأخرى. في بعض الحالات واعتمادًا على عقد الاتفاق يجب على الوُكلاء اتخاذ قراراتٍ تقديرية فيما إذا كان يجب على المستفيدين استقبال بعض الممتلكات لمصلحتهم. قد يكون الوصي عرضةً للمشاكل بالرغم من أن ضمان مسؤولية الوكيل مشابهة لضمان مسؤولية المديرين والموظفين والتي يمكن شراؤها. وعلى سبيل المثال، الوصي قد يكون مسؤولًا في حال أن المممتلكات لم تُستثمر بشكلٍ جيد. في الولايات المتحدة -كالمديرين والموظفين- بند التبريء قد يقلل من المسؤولية؛ ولقد تغير هذا الوضع حاليًا على الرغم من أنه في السابق كان انتهاكًا ضد السياسة العامة.
في الولايات المتحدة الأمريكية، يتوفر رمز الاحتكار الموحد للتعويضات المعتدلة وتعويضات مشروع المحتكريين، ويمكن إعادة النظر فيه من قبل المحاكم.
وبالرغم من أن الأمناء قد لا يُدفع لهم إلا أن البنوك التجارية التي تمثل المحتكرين تستفيد حوالي 1٪ من الممتلكات التي تخضع للإدارة

### المستفيدون
المستفيدون هم أصحاب المنفعة (أو المعادلين) للملكية المؤتمنة. وعاجلاً أم آجلاً، فإن المستفيدين سيستلمون دخلاً من الملكية المؤتمنة، أو يستلمون الملكية نفسها. مدى فائدة المستفيد تعتمد على صياغة وثيقة الائتمان. ققد يملك المستفيد دخلاً (كفوائد من حساب بنكي مثلاً)، في حين قد يملك آخر الملكية الائتمانية كلها عندما يبلغ سن الخامسة والعشرين. المكلِّف يمتلك حرية تصرف كبيرة عند إنشاء الائتمان، تخضع لبعض القيود المفروضة بواسطة القانون.

## المقاصد
المقاصد المشتركة للتأمينات:
1. الخصوصية: تنشئ التأمينات لأجل الخصوصية فقط. شروط «الوصية» عامة بينما شروط التأمين ليست كذلك. هذا يجعل استخدام التأمين أمر مثالي لدى بعض العائلات.
2. حماية المبذرين: يمكن استخدام التأمين لحماية المستفيدين (على سبيل المثال، أطفال شخص ما) من عدم قدرتهم على التعامل مع المال. هذا الأمر جذاب خاصة للمبذرين. قد تتعرف المحاكم عموما على بنود التبذير ضد المستفيدين من التأمين والمدينين، ولكن ليس ضد المدينون للمكلفون.
3. الوصايا والتخطيط العقاري: تظهر في الوصايا التأمينات بكثرة (في الواقع، من الناحية الفنية، إدارة الممتلكات لكل متوفى هو أحد أشكال التأمين). الوصايا التقليدية عادة تترك الممتلكات لزوجة المتوفى (إن وجدت)، ومن ثم إلى الأطفال بالتساوي. إذا كان الأطفال ما دون سن 18، أو ينتموا لبعض الفئات العمرية الأخرى المذكورة في الوصية (الأعمار الشائعة مثل 21 و 25)، يجب أن يوجد تأمين حتى يصل المستفيدون إلى السن المطلوب. يكون (عادة) المنفذ لإرادة الوصية المُؤَمّن له، والأطفال هم المستفيدون. المُؤَمّن له لديه الصلاحيات لمساعدة المستفيدين قبل وقت نضوجهم.<(أسئلة شائعة) ref>Rosenberg، Scott D. (2009–2010). "Frequently Asked Questions". مؤرشف من الأصل في 2016-10-25.</ref>
4. الجمعيات الخيرية: في بعض السلطات القضائية العامة يجب على جميع المؤسسات الخيرية أن تكون على هيئة صناديق ائتمانية. وفي البعض الآخر، قد تكون الشركات مؤسسات خيرية أيضا. وفي معظم السلطات القضائية يتم تنظيم الجمعيات الخيرية بشدة وذلك حرصاً على المنفعة العامة، (في انكلترا، على سبيل المثال، من خلال لجنة الأعمال الخيرية).
5. الصناديق الائتمانية تدعم الوحدة: ثبت أن الصناديق الائتمانية مفهوم مرن، لدرجة أنه قادر على العمل كأداة استثمارية: الصناديق الائتمانية تدعم الوحدة.
6. خطط رواتب التقاعد: يتم عادة تأسيس خطط رواتب التقاعد كصناديق ائتمانية، فيعتبر صاحب العمل كالمكلف، ويعتبر الموظفين ومن يعتمد عليهم كمستفيدين.
7. الصناديق الائتمانية في الأجور: صناديق ائتمانية لصالح المديرين والموظفين أو الشركات أو أسرهم أو من يعتمد عليهم. وقد تم تطوير هذا النوع من التأمين من قبل بول باكسنديل-ووكر وانتشر استخدام الأمر منذ ذلك الحين على نطاق واسع.[11]
8. هياكل الشركات: الترتيبات التجارية المعقدة، التي تكون في معظم الأحيان في قطاعات التمويل والتأمين، تستخدم التأمينات من ضمن مختلف الهيئات (مثل الشركات) في بنيتهم.حماية
9. حماية الأصول المالية: تسمح صناديق الائتمان للمستفيدين بحماية أصولهم المالية من الدائنين كما أنها قد تتحكم في الإفلاس، على سبيل المثال: حساب أمانة استثمار يديره بنك حسب تقديره، حيث يكون المؤسس هو الحامي والمستفيد، ولكنه ليس الوكيل ولا المستفيد الوحيد، وهنا يكون المؤسس في وضع يمكّنه من الاستفادة من الأصول المالية لصناديق الائتمان دون أن يمتلكها وبالتالي يحميها من الدائنين مبدئياً، وبالإضافة إلى ذلك تحاول الصناديق الائتمانية عدم الكشف عن هوية الشخص وتضع له اسماً مستعاراً (على سبيل المثال: «صندوق ائتمان تيدي بير»).هذه الاستراتيجيات مثيرة للجدل أخلاقياً وقانونياً.
10. التخطيط الضريبي: إن العواقب الضريبية للقيام بأي خطوة باستخدام صناديق الائتمان عادة ما تكون مختلفة عن العواقب الضريبية لتحقيق النتائج نفسها باستخدام مسار آخر (في الواقع قد يكون من الممكن القيام بذلك)، وفي كثير من الحالات فإن العواقب الضريبية باستخدام صناديق الائتمان هي أفضل من أي بديل آخر، وبالتالي يتم استخدام صناديق الائتمان كثيراً للتهرب من دفع الضرائب القانونية. للحصول على مثال راجع «حسابات استثمار يديرها بنك حسب تقديره»، وشروح في ضريبة التركات (المملكة المتحدة).
11. الملكية المشتركة: هي أن يمتلك أكثر من شخص أحد الممتلكات بشكل استئماني. وبتفصيل أكثر، فإن ملكية بيت الزوجية غالبا ما تتأثر باستئمان أن كلا الشريكين يُعتبران مستفيدان عدا أن أحدهما أو كلاهما يعتبر الوصي القانوني.
12. قانون البناء: في كندا[12] ومينوسوتا[13] فإن المبالغ المدينون بها أرباب العمل للمقاولين أو المقاولين للمتعهدين الثانويين لمشاريع البناء يجب أن تعقد بموجب القانون وبالائتمان، حتى يضمن المتعهدين الثانويين تلقي أجورهم في حال إفلاس المقاول.

## الأنواع

### القائمة الأبجدية لأناع الوصاية
تُعرف الوصاية سميات كثيرة اعتمادًا على خصائص الوصاية أو الغرض منها، ولأن الوصاية غالبًا لها عدة خصائص أو أغراض فقد يتم وصف وصاية واحدة بدقة بعدة طرق مختلفة. على سبيل المثال: الوصاية السكنية غالبًا هي وصاية دقيقة، والتي هي أيضًا وصاية قابلة للإلغاء، وقد تتضمن وصاية حافزة وهكذا.
- الوصاية البناءة: بعكس الوصاية الصريحة فإن الوصاية البناءة ليست مبنية على الإتفاق بين الوصي والمكلف. بل تفرض بالقانون «كحل منصف» وغالبا ما تتم نتيجة لبعض المخالفات، حيث يصبح المخالف وصيا قانونيا لبعض الممتلكات ولكن لا يتم اعطائه الصلاحية للاستفادة من الوصاية نتيجة لمخالفاته. الوصاية البناءة هي حيلة قانونية، على سبيل المثال فإن محكمة الإنصاف قد تأخذ طلب المدعي لـ «الحل المنصف» بعين الاعتبار للحصول على وصاية بناءة، وببساطة تقرر حق شخص ما بالوصاية البناءة وتجبر الوصي السابق على تسليم الممتلكات للوصي الجديد الذي ترى المحكمة أن له الحق في الوصاية. الوصي البناء ليس بالضرورة أن يكون هو الشخص الذي يرتكب المخالفات، وغالبا ما يمثله عمليا بنكًا أو مؤسسة ما. وقد يبدو التمييز جليا أكثر من التعريض السابق حين يقال أن هناك نوعان من الوصاية البنّاءة: الوصاية المؤسسية والتي تنشأ نتيجة للخلل في نقل الملكية، والوصاية البناءة العادلة أو «الحل المنصف» الذي يفرضه القانون لعلاج الأزمة.
- الوصاية التكليفية: في هذه الأنواع يكلِّف عدد من مشاركي وصاية أخرى الوصي الموكل في تنفيذ إجراءات الوصاية يضيف هؤلاء المشاركين لجنة توزيع أو ولي وصاية أو مستشار استثماري. ودور الوصي الموكل دور إداري يتضمن اتبّاع التعليمات الاستثمارية والتمسك بالحق القانوني لأصول الوصاية وتقديم حسابات ائتمانية وضرائبية وتنظيم مشاركي الوصاية وتقديم حلول للخلافات بين المشاركين
- الوصاية السلسة (تُعرف أيضًا بالوصاية المتخطّية الجيل) وهي نوع من أنواع الوصاية التي تُنقل فيها الممتلكات إلى أحفاد المتنازِل وليس لأبنائه، فليس لأبناء المتنازل حق ملكية الأصول، مما يسمح للمتنازل بأن يتهرب من الضرائب العقارية التي من شأنها أن تطبَّق إذا نُقلت الأصول له أو لأبنائه أولًا. فما زالت الوصايات المتخطية الجيل تُستَخدم لتوفير المخصصات المالية لأبناء المتنازل، لأن أي دخل متولد من أصول الوصاية يمكن أن يكون في متناول يد أبناء المتنازل في حين لا يزال تاركًا الأصول للأحفاد.
- الوصاية المطلقة: تبدأ الوصاية المطلقة عندما يقرر المكلف بقصد ووعي أن تكون الوصاية على أصوله (موجوداته) إما الآن أو بعد موته وفي هذه الحالات يتحقق هذا عن طريق توقيع وثيقة توصية والتي تكون إما وصية أو صك تفويض. تقريباً كل الوصايا المعمول بها في قطاع الصناعة من هذا النوع وهي تختلف عن الوصايا النتائجية والإستدلالية. رغبة الأطراف في عمل الوصاية يجب أن تُكتب وتوثق بوضوح بلغتهم وتصرفهم ولكي يكون هناك وصاية مطلقة لابد من وجود تحديد لمواضيع الوصاية أو الممتلكات. في تشريعات (أحكام) فراودز بالولايات المتحدة الأمريكية تتطلب الوصاية المطلقة أن تكون موضحة ومثبته كتابياً إذا كانت الممتلكات تتعدى قيمة معينة أو عقار (أملاك ثابتة).
- الوصاية المؤقتة (المحددة): في الوصاية المؤقتة يتم حصر الاستحقاق للمستفيدين من قبل المكلف وتكون حرية التصرف للوصي ضئيلة أو معدومة، ومن هذه الأمثلة الشائعة:
  - الوصاية على القاصر (لـ س إذا بلغت سن الواحد والعشرين)
  - مصلحة حياتية (صرف الدخل لـ س طوال فترة حياتها)
  - حق الانتفاع (دفع رأس المال لـ ص بعد وفاة س)
- الوصاية المختلطة (الهجينة): تتألف الوصاية المختلطة من عناصر كل من الوصاية المؤقتة والتقديرية وفي الوصاية المختلطة يجب أن يدفع الوصي مبلغ معين من ملكية الوصاية لكل مستفيد محدد من قبل المكلف ولكن للوصي حرية التصرف في المتبقي من ملكية الوصاية وحين يتم دفع هذه المبالغ المحددة تُدفع أيضاً للمستفيدين.
- الائتمان الضمني: الائتمان الضمني، والذي يختلف في طبيعته عن الائتمان الواضح ويتم العمل به حين لا تطابق الشروط القضائية مع الائتمان الواضح، ولكن الائتمان من أحد الأطراف موجود. والائتمان الناتج يعتمد حتى لو كانت أدوات الائتمان غير مصاغة بشكل جيد أو لم يكن العنوان مطابقاً. في مثل هذه الحالة، يمكن للقضاء تحويل الائتمان الناتج لفائدة الأمين (المنشئ للائتمان)، وبمعنى آخر فإن الأمين يمكن اعتماده على أنه المستفيد من عدم تطابق العنوان مع المستندات.
- الائتمان المُحفز: ضمان يستخدم حصص من الدخل كمحفز لتشجيع أو ردع سلوكيات معينه من جانب المستفيد، مصطلح «الائتمان المُحفز» يُستخدم أحيانًا لتمييز الائتمانات التي توفر شروط محددة للوصول إلى أموال الائتمان من الائتمانات التقديرية التي تترك القرارات فيها للوكيل..
- الائتمان بين الأحياء (أو الائتمان الحي): المعطي الذي مازال على قيد الحياة حين تأسيس الائتمان.
- الأمانة اللارجعية أو غير القابلة للإلغاء: على النقيض من الأمانة الرجعية، فإن الأمانة اللارجعية يزيد بها شرط واحد على شروط الأمانة وهو أنه لا يمكن تعديلها أو تنقيحها حتى يتم الانتهاء من الشرط أو الغرض الذي تم على أساسه بناء هذه الأمانة. بالرغم من أنه في حالات نادرة يمكن للمحكمة تغيير شروط هذا النوع من الأمانة نتيجة لحدوث تغيرات غير متوقعة في الظروف التي تجعل من الأمانة غير اقتصادية أو غير عملية للإدارة. في ظل الظروف العادية، فإنه لا يمكن تغيير الأمانة اللارجعية من قبل الوصي أو المستفيدين من الأمانة.
- الأمانة أو الوديعة اللامحدودة: توضيحًا للمعنى، الوديعة اللامحدودة هي تلك التي تتواجد في أي سُلطة قضائية حينما يكون الوصيّ حاضرًا. لكن، هذا المصطلح يُستخدم بشكل شائع في الولايات القضائية المعروفة بـالمراكز المالية الخارجية، أو كما يُعرف بالعاميّة بـالملاجئ الضريبية. الودائع اللامحدودة عادةً ماتتشابه بالمفهوم مع الودائع المحدودة في البلدان التي تستخدم القانون العام، ولكن غالبًا مايُضاف لها تعديلات تشريعية بهدف أن تكون جذّابة تجاريًا من خلال إلغاء أو تعديل بعض القيود في القانون العام. تبسيطًا للمعنى، «الوديعة المحدودة» أصبحت تُطلق على أي وديعة تقع في ولاية قضائية مرتفعة الضرائب.
- تأمين الخسارة الفردية: هو من أشكال التأمين التي يحتجز فيها الأمناء الأموال لمصلحة الشخص الذي تعرض للخسارة ويمول حصرياً من أموال المدفوعات التي وجدت نتيجةً لهذة الخسارة.
- التأمينات الخاصة والعامة: التأمين الخاص يكون لشخص واحد فهو محدود المستفيدين وعلى النقيض من ذلك فإن التأمين العام (يسمى أيضا التأمين الخيري) لديه بعض الجمعيات الخيرية المستفيدة منه ومن أجل كفاءة التأمين الخيري، يجب أن يكون من ضمن غاياته أهدافاً معينة مثل تخفيف حدة الفقر وتوفير التعليم وتنفيذ بعض الأهداف الدينية...الخ، ويتم تعيين الأهداف المسموح بها عادةً في التشريع، التأمين الخيري يحظى بمعاملة خاصة بموجب قانون التأمينات وكذلك قانون الضرائب.
- الائتمان المحمي: هنا يختلف المصطلح بين المملكة المتحدة والولايات المتحدة الأمريكية:
  - في المملكة المتحدة: الائتمان المحمي هي مصلحة على مدى الحياة وتنتهي عند وقوع حدث محدد مثل تعرض المنتفع من الائتمان للإفلاس أو محاولة شخص ما أن يسلبه من منافعه. وهذا النوع أصبح نادر نسبياً.
  - في الولايات المتحدة الأمريكية، الائتمان المحمي هو نوع من أنواع الائتمان وُضع للاستخدام في التخطيط المعماري. (تحت ولاية قضائية أخرى يمكن أن يعتبر نوعاً من أنواع ائتمان حماية الأصول.) عادةً يرغب (أ) في ترك الملكية لشخص آخر وهو (ب). لكن (أ) يخشى أن يُطالب الدائنون بالملكية قبل وفاته ولا يستفيد (ب) منها. (أ) يمكن أن ينشيء صندوق ائتماني مع (ب) على أنه المستفيد منه، لكن عندها (أ) لن يصبح قادراً على الاستفادة من العقارات إلى أن يموت. لهذا السبب وجد صندوق الائتمان المحمي. بحيث (أ) ينشئ الصندوق ويجعل نفسه و (ب) مستفيدين منه، ويضع تعليمات للوصي بأن يسمح له بأن يستخدم العقار حتى موته والسماح لـ (ب) بعد ذلك باستخدامها. حينها يكون العقار محمي من مطالبات دائني (أ) أو على الأقل طالما تم إدخال الـدَّين بعد إنشاء الصندوق. هذا الاستخدام لصناديق الائتمان مشابه للعقارات القائمة والمتبقية، ويستخدم باستمرار بديلاً عنهم.
- الاحتكار المغرض أو بمعنى أدق الاحتكار المغرض غير الخيري (جميع الاحتكارات الخيرية هي احتكارات مغرضة. وعموما، القانون لم يعط الترخيص للاحتكارات المغرضة غير الخيرية بعيداً عن الإستثناءات الغريبة التي نمت خلال القانون العام للقرن الثامن عشر (وبعض الاحتكارات المشابهة بلا جدل). بعض من سلطات القضاء وخاصة السلطات البعيدة سنّت قوانين تأيد الاحتكارات المغرضة الغير خيرية بشكل عام.
- احتكار QTIP: اختصار لـ (الملكية ذات الاهتمام الصالح المؤقت) وهو احتكار أُدرك ضمن قوانين الضريبة للولايات المتحدة والتي تخصصها للهدايا الزوجية المستثناة من ضريبة الولاية.
- نتيجة الوصاية: هي نموذج للاحتكار الضمني والذي يحدث عندما: 1- يفشل الاحتكار بكامله أو بعضاً منه نتيجةً عندما يصبح المحتكر ملقباً بالممتلكات. 2- دُفعة تطوعية دُفعت من قبل (أ) إلى (ب) في ظروف لاتسمح ولا تقترح الإهداء عندها يصبح (ب) الوصي الناتج عن دفعة (أ).
- الصفقة القابلة للإلغاء: في هذا النوع من الصفقات، من الممكن أن تعدّل أو تُغيّر أو تُلغى الصفقة من قِبل الموصي شريطة أن لا يكون غير مؤهّل عقليًا. فالصفقات القابلة للإلغاء أصبحت شائعة وبصورة متزايدة في الولايات المتحدة الأمريكية كبديل للوصية للحد من التكاليف الإدارية المرتبطة بالوصايا وأيضًا لإيجاد إدارة مركزية للاهتمام بشؤون الشخص النهائية بعد الموت.
- الصفقة السريّة: تكون هذه الصفقة بعد موت الشخص، وتتشكّل - ظاهرياً – من الوصيّة ولكن تتضمن تعهّدات وشروط من الوصيّ على واحد أو أكثر من المواريث في الوصيّة.
- الصفقة البدائيّة:
  - في نطاق الولايات المتحدة الأمريكية، لدى هذا المصطلح معنييْن جليّيْن ومختلفين:
    - في الصفقة البدائيّة لا يقوم الوصيّ إلا بنقل الملكية للمستفيد في وقتٍ لاحق يُحدد عند عقد الصفقة ويُطلق على هذا النوع من الصفقات كذلك الصفقة المجرّدة. وكل ما سواه إنما هي صفقات مخصّصة حيث يكون للوصيّ فيها مزيد من الشأن إضافة لذلك

  - في الصفقة البدائيّة للنظام الإتحادي للدخل الضريبي، فوفقًا لقوانين وثيقة الصفقة، يجب توزيع صافي الدخل سنوياً.
  - في المملكة المتّحدة، يكون في الصفقة البدائية أو المجرّدة للمستفيد الحق الكامل والفوري برأس المال والدخل المعقود في الصفقة. تُستخدم الصفقات المجرّدة بشكلٍ شائع لنقل الأصول إلى الفروع. يتملك الوصيّ الأصول حتى يبلغ المستفيد 18 عام في إنجلترا وويلز، أو 16 عام في سكوتلاندا.[14]
- الائتمان الخاص: في الولايات المتحدة فإن الائتمان الخاص أو ما يسمى أيضا بالائتمان المعقد هو على النقيض من الائتمان البسيط المذكور آنفًا، إذ أنه لا يتطلب أن يتم إنفاق الدخل في نفس السنة الضريبة. فالأموال من الائتمان المعقد يمكن أن تستعمل في التبرعات لصالح الجمعيات الخيرية ولأعمال الخير.
- الائتمان بالتعيين المخصص بواسطة سلطة خاصة: وهو ائتمان ينفذ بالتعيين ليوفر ميزات حماية للأصول والأموال.
- ائتمان السفيه: وهو الائتمان الذي يوضع لمصلحة الشخص الذي لا يستطيع التحكم إنفاق ماله ويعطي القيّم صلاحية وتقرير كيفية ائتمان الأملاك والأموال التي قد يتم إنفاقها بطريقة تعود بالفائدة على المستفيد.
- الائتمان الآجل: ويكون هذا الائتمان مجرداً وقت إنشائه في حياة الشخص وتُنقل الثروة للائتمان عند الوفاة عبر الوصية، وهذا يسمى الائتمان بالقانون.
- الائتمان الوصائي (ائتمان الوصية): الائتمان الذي يوجد في وصية الشخص يسمى ائتمان وصائي، لأن الوصية تكون فعالة في حالة الموت فقط، فالائتمان الوصائي عموماً يكون وقت موت صاحب الوصية أو بعد تاريخ وفاته.
- ائتمان الوحدة: يمتلك كل فرد من المستفيدين (أصحاب الأسهم) حصة معينة (وحدة) وتوزع الأموال من قبل الوصي لكل شخص بحسب الأسهم التي يمتلكها في ممتلكات الميت. وائتمان الوحدة هو وسيلة للاستثمار المشترك، إذ أن ليس فيه تحويل ملكية لشخص آخر الذي يقوم [15] فيه الموصي بتسليم ممتلكاته للوصي الذي هو أيضاً المستفيد.

## الاختلافات الإقليمية
نشأت الوصايا في إنجلترا، ولذلك كان لقانون الوصايا الإنجليزي تأثير كبير، خصوصا بين الأنظمة القضائية ذات القانون التشريعي العام مثل الولايات المتحدة ودول الكومنولث.
وعموما يضم قانون الوصاية في السلطات القانونية للقضاء المدني في ذلك أوروبا القارية، عادة لا وجود له، ولكن ينشأ بسبب القانون الدولي الخاص القانون، وكانت مخاوف التهرب من الضرائب تاريخيا أحد أسباب عدم رغبة الدول الأوروبية لتبني الوصايا.

### الولايات المتحدة
الأمانات خاضعة لقانون الولاية، وقانون الأمانة الموحد سنه المشرعون في أغلب الولايات. أيضاً اعتبارات القانون الفيدرالي مثل الضرائب الفيدرالية المدارة من قبل خدمة الضرائب الداخلية قد تؤثر في هيكلة وتكوين الأمانات. القانون العام لأمانات تم اختصاره في إعادة صياغة القانون، مثل إعادة صياغة الأمانات، النسخة الثالثة (2003-08). في الولايات المتحدة قانون الضرائب يتيح فرض ضريبة على الأمانات على أنها شركات، أو مشاركات، أو لا يتم فرض ضريبة عليها بناءً على الظروف المصاحبة، بالرغم من أن الأمانات يمكن أن تستخدم لأجل تجنب الضرائب في حالات معينة. [1]:478 على سبيل المثال، أمانة السند المالي الممتاز هي هجين (دين وحقوق مساهمين) سند مالي مع معاملة ضريبة تفضيلية أي أنه يعامل كرأس مال نظامي في ميزانيات المصارف العمومية. وغير قانون دود فرانك وول ستريت للإصلاح وحماية العملاء (ويعرف عالمياً بـ قانون دود فرانك) هذا بأن منع جعل هذه الأصول جزء من الرأس المالي النظامي للمصارف (الكبيرة).

#### كتابة الوصية
الوصايا الأحياء، ويطلق عليهم بـ الوصايا، لتجنب التأكيد على صحة الوصية. وهذا التجنب على تأكيد صحة الوصية بإمكانه أن يوفر التكلفات ويحفظ الخصوصية وحظي الوصايا بشعبية كبيرة، وتكلفة الرسوم في محاكم التأكيد على الوصايا تستند لنسبة ربح مئوية في حين الوفاة، وسحلات الوصاية متاحة للعامة بينما التوزيع عن طريق وصي خاص، يمكن للوصايا الأحياء (الورثة) أن تخطط للظروف الغير متوقعة مثل العجز أو الإعاقة، عن طريق إعطاء السلطات الاختيارية للوصي أو منفذ الوصية.
هناك بعض الجوانب السلبية لاستخدام الوصاية السارية المفعول كمعارضة بعض الأمور التي لها الأحقية في تأكيد صحة الوصاية، وهذه الوصاية قد تتضمن النفقة القانونية مقدما، حساب إداره الوصاية، وعدم وجود ضمانات معينة، وقد تكلف الوصية مامعدله 1٪ من المجموع السنوي مقابل الرسوم المقطوعة التي تتراوح مابين 1٪ إلى 4٪ لتأكيد صحة الوصية التي تُطبق بغض النظر عن الصياغة. وعلى عكس الوصاية هناك الإرادة التي تتثبت من خلال اثنين أو ثلاثة من الشهود وقد يزيد هذا العدد على حسب قانون الدولة. وتُنفذ الحماية القضائية من خلال تأكيد صحة الوصية، وقد لاتتنفذ بسبب الإدارة الفاشلة لها، أو بسبب الاختلاس لبعض الممتلكات المرهونة للتأمين أو المفصلة لبعض الحسابات والممتلكات المرتبطة بالوصية.

#### الضريبة
لا تحمي الوصاية سارية المفعول الممتلكات من ضرائب العقارات الفيدرالية في الولايات المتحدة عمومًا، مع ذلك قد يضاعف المتزوجين قيمة الإعفاء من الضرائب العقارية على نحو فعال عن طريق عمل وصاية بشرط صيغة.
بالنسبة للوصاية سارية المفعول قد يبقى المانح على مستوى معين من السيطرة على الممتلكات عن طريق تعيين ولي بموجب صك الوصاية على سبيل المثال. ومن الناحية العملية يميل هذا النوع من الوصاية كذلك إلى حد كبير من قبل الاعتبارات الضريبية، وعند فشل هذه الوصاية فسوف تعقد الممتلكات عادةً للمانح / المكلف على الوصاية الناتجة والتي في حالات ملحوظة قد يكون لها ضرائب كارثية العواقب.

### أفريقيا الجنوبية
قانون الائتمان في أفريقيا الجنوبية يتشابه في نواح عديدة بالقوانين الشائعة في الدول الأخرى
ولا عجب في ذلك فهو مأخوذ من نظام القانون البريطاني الشائع والقانون الهولندي المدني.بالإضافة إلى ائتمانات المعيشة التقليدية وائتمانات الإرادة في أفريقيا الجنوبية، يوجد هناك ما يسمى ب «ائتمان الحكومة» (ينشأ من القانون الهولندي الوصي والقانون الروماني الهولندي الحكومة) الذي بموجبه يمتلك المنتفعون أصول الائتمان بينما يدير الأمين شأن الائتمان وهذا هذا الأمر يخص المحامين في هولندا.
ووجدت حكومة الائتمانات تجارة للمركبات بتزويد الأمناء بديون محدودة وبعض الميزات الضريبية.
في جنوب أفريقيا، لايمكن للأطفال القصّر أن يرثوا الممتلكات في حالة عدم وجود اتفاق على الممتلكات المعقودة في مؤسسة حكومية، مثل مؤسسة «صندوق الجارديان»، بينما يمكنهم (الأطفال) فعل ذلك عند بلوغ سن الرشد. ولذا فإن منفذيّ (الوصية) غالبًا مايودعون الممتلكات في صندوق ائتمان تحقيقًا لمصلحة هؤلاء الأطفال القُصّر.
هناك نوعان من «صناديق الائتمان الحية» في جنوب أفريقيا، الصناديق المعروفة الاسم، والصناديق التقديرية. في الصناديق المعروفة، يتم تعيين فوائد المستفيدين عبر صك ائتماني، بينما في الصناديق التقديرية فإن أمناء الصندوق لديهم كامل الصلاحيات وفي أي وقت لتقدير
كميّة الفوائد وتوقيت إعطائها للمستفيدين.

### حماية الأصول
إلى وقت قريب ومازالت هناك فوائد ضريبية للأمانات المعيشية في جنوب أفريقيا، بالرغم أن معظمها قد أُلغِي. إنّ حماية الأصول من الدائنين ضريبة حديثة والاستثناء الجدير بالذكر هو ان الأصول المعقودة غير المملوكة للدائنين أو أصحاب الفائدة الدائنين أوالمستفيدين لايمكنهم الادعاء ضد المستدينين. وطبقا لمرسوم الإعسار (24 الصادر عام 1936) فإن الأصول حين تُنقل تشكل خطرا على الدائن الخارجي لمدة 6 أشهر في حال عدم قدرة المالك السابق على السداد وقت النقل أو في حال مضى 24 شهرا على إفلاسه في الوقت الذي نُقلت فيه. وبعد 24 شهرا لا يمكن للدائنين الادعاء ضد المستدينين بالرغم من أنه يمكنهم محاولة الحجز على حساب القرض وبذلك يضطر المستدين لبيعها، كما أنه بالإمكان نقل الأصول إلى أمانات معيشية عن طريق بيعها للمؤتمن (منحها كقروض) أوالتبرع بها نقدا (وبإمكان أي شخص التبرع ب100000 كل سنة بدون دفع رسوم التبرع حيث أن 20%من ضريبة التبرع تطبق على الضريبة الإضافية في نفس السنة الضريبية)

### الاعتبارات الضريبية
يُعد أصحاب التأمينات المعيشية دافعي ضرائب وفقًا لقانون جنوب أفريقيا. فهناك نوعان من الضرائب تُطبق على التأمينات المعيشية، وهي ضريبة الدخل وضريبة أرباح رأس المال. وتدفع التأمينات ضريبة الدخل بمعدل ثابت قدره 40٪ (أما الأفراد فيدفعون وفقًا لمستوى الدخل، عادةً أٌقل من 20%) ويمكن أن يفرض ضرائب دخل التأمينات المعيشية إما الأمين أو المستفيد. وتدفع التأمينات المعيشية ضريبة أرباح رأس المال بمعدل 20%(والأفراد 10%).
والتأمينات لا تدفع الضرائب العقارية للمتوفى (بالرغم من أن الأمناء قد يُلزمون بتسديد القروض القائمة لعقارات المتوفى، حيث أن مبالغ القرض خاضعة للضريبة مع الضرائب العقارية للمتوفى).
و مُنح دافعوا الضرائب ممن «حجزت» مساكنهم كأمانات فرصة أخرى ليستفيدوا من إعفاءات ضرائب أرباح رأس المال. وصدر قانون تعديل قانون الضرائب في 30 سبتمبر2009 , وأصبح ساري المفعول في 1 يناير، 2010
وخُصّصت فترة زمنية محددة لمدة سنتين، تبدأ من 1 يناير 2010 وتنتهي في 31 ديسمبر 2011، للسماح للشخص الطبيعي لنقل الممتلكات والاستفادة من الإعفاءات بعدم دفع خدمة النقل وكذلك الإعفاء من عواقب ضرائب أرباح رأس المال. وبالرغم من أن دافعي الضرائب يستطيعون استغلال هذه الفرصة السانحة إلا أنه ليس من المرجح أن تتاح هذه الفرصة بعد ذلك.